# Sauron
Sauron é um personagem fictício do legendário de J. R. R. Tolkien, o epónimo Senhor dos Anéis e o principal antagonista da trilogia a que deu nome. Era um dos Maiar mais poderosos, criador do Um Anel, discípulo renomado de Aulë e o principal tenente de Morgoth na Primeira Era.
Embora negasse a existência de um mal absoluto, Tolkien confirmou que Sauron foi o ser que mais se aproximou de uma vontade inteiramente maligna, apontando ainda que os Ainur, as forças "angelicais" do seu legendário, «eram capazes de muitos graus de erro e de fracasso», sendo o caso mais extremo «a rebelião e o mal satânico absoluto de Morgoth e de seu seguidor Sauron».
Sauron aparece em O Hobbit como o Necromante e é brevemente apresentado numa forma humanoide na trilogia de filmes de Peter Jackson, que de outro modo o retrata como um Olho flamejante e desencarnado.
Comentaristas compararam Sauron ao personagem-título do romance Drácula de Bram Stoker, de 1897.
Em sua homenagem, a NASA apelidou a galáxia NGC 4151 de Olho de Sauron.

## Biografia

### Origem
Originalmente, Sauron era chamado Mairon, o mais poderoso maia do vala Aulë, o Ferreiro. Com Aulë muito aprendeu sobre forja e trabalho manual, tornando-se um grande artesão e poderoso na tradição do povo de Aulë. Ele era um dos Maiar de maior poder.
No começo, Mairon era como Eru Ilúvatar o havia criado: bom e confiável. A sua maior virtude residia no seu amor pela ordem e perfeição, e na aversão a tudo o que fosse inútil. Contudo, essa também seria a causa da sua queda, pois Mairon viu em Melkor a vontade e o poder que o ajudariam a atingir os seus objetivos pessoais mais rapidamente do que se ele os perseguisse sozinho.
No entanto, enquanto Melkor pretendia controlar ou destruir a própria Terra Média, o desejo de Mairon era dominar as mentes e vontades das suas criaturas para aquilo que ele percebia ser o seu próprio benefício. Para concretizar os seus planos, Mairon procurou aumentar o seu poder inato, e esse poder, com o tempo, tornou-se um fim em si mesmo. Por isso, uniu-se a Melkor, tornando-se rapidamente o seu principal subordinado.
Após aliar-se a Melkor, Mairon manteve uma aparente fidelidade aos Valar, informando secretamente o seu mestre sobre os seus tratos com eles. Quando Melkor estabeleceu as suas fortalezas na Terra Média, Mairon deixou Valinor e declarou abertamente a sua lealdade, tornando-se um inimigo reconhecido dos Valar.
Enquanto tenente de Melkor, Sauron comandava a fortaleza de Angband, sendo com a sua ajuda que Melkor conseguiu criar os Orcs, em escárnio aos Filhos de Ilúvatar. No início da Batalha dos Poderes, Sauron simulou uma resistência contra os Valar em Angband, permitindo que Melkor reunisse forças em Utumno sem ser notado. Depois de Angband e Utumno terem sido saqueadas e Melkor capturado, Sauron não foi encontrado, já que na pressa de capturar Melkor os Valar não notaram a fuga de Sauron.
Na ausência de Melkor, Sauron iniciou a reconstrução de Angband e os Orcs multiplicaram-se sob o seu comando. Possivelmente ciente da Grande Marcha, Sauron poderá ter atormentado os Elfos na sua jornada ao enviar servos de Melkor ou afetando o clima. Sob a regência de Sauron, Angband estava quase pronta no ano 1495 AA (Anos das Árvores), quando Morgoth (Melkor) regressou.

### Primeira Era
Na guerra que os Noldor lançaram a Morgoth, Sauron foi considerado o «maior dos servos (de Morgoth) que possuem nomes», sendo rapidamente temido como um senhor de bestas terríveis, um metamorfo e um feiticeiro: «tornara-se um feiticeiro de temível poder, senhor de sombras e fantasmas, impuro em sabedoria, cruel em força, deformador daquilo em que tocava, deturpador daquilo que governava e senhor de lobisomens; o seu domínio era o tormento». Tempos depois, quando Morgoth deixou Angband para corromper os recém-despertos Atani (Homens), Sauron dirigiu a guerra contra os Elfos. Segundo um relato, comandando «um exército de Balrogs», tomou a ilha de Tol Sirion do seu guardião, Orodreth, e transformou-a em Tol-in-Gaurhoth, a Ilha dos Lobisomens. Ali estabeleceu-se como o Senhor dos Lobisomens, com Draugluin, o progenitor dos lobisomens, e Thuringwethil, uma vampira, a seu lado.
A Balada de Leithian
Em 456 da Primeira Era, Sauron foi ordenado a destruir Barahir, o chefe de um grupo de foragidos e aliado de Finrod, Rei de Nargothrond. Embora não lhe soubesse a localização, Sauron descobriu-a ao torturar e enganar cruelmente Gorlim, um dos seus companheiros, o que levou à morte de toda a companhia salvo Beren, filho de Barahir, a quem Sauron deu caça com um exército de Orcs, lobisomens e outras bestas terríveis.
Na Busca pelo Silmaril, Beren e Finrod são capturados por Sauron ao tentaram infiltrar-se em Tol-in-Gaurhoth disfarçados de Orcs. Sauron derrota Finrod num duelo de canções de poder e lança-os para as masmorras, onde lobisomens devoravam os seus companheiros um a um: um plano para que lhe revelassem a sua missão. Quando um dos lobisomens atacou Beren, Finrod lutou com ele e matou-o, mas morreu seguidamente devido aos ferimentos. Pouco depois, quando Lúthien e Huan, o grande cão, chegaram à ponte de Tol-in-Gaurhoth, Sauron enviou os seus servos para capturar Lúthien, mas todos foram mortos por Huan, incluindo Draugluin. No entanto, Draugluin conseguiu avisar o seu mestre sobre a presença de Huan. E assim, Sauron tomou a forma de um lobisomem e saltou para atacar Lúthien, mas foi interceptado e dominado por Huan. Sauron cedeu a torre a Lúthien e escapuliu-se na forma de vampiro.
Após ser derrotado por Lúthien, Sauron participou pouco nos eventos da Primeira Era (possivelmente escondendo-se do desprezo ou da ira de Morgoth). Depois do seu antigo mestre ter sido derrotado na Guerra da Ira, Sauron «prestou vassalagem a Eonwë, o arauto de Manwë, e abjurou de todas as suas más ações. E alguns afirmam que ao princípio não o fez falsamente, mas que Sauron, na verdade, se arrependera, ainda que fosse apenas por medo, apavorado com a queda de Morgoth e a grande ira dos senhores do Ocidente. (...) Mas Sauron sentiu-se envergonhado e não quis regressar humilhado e receber dos Valar uma sentença que poderia ser de longa servidão como prova da sua boa-fé, pois no tempo de Morgoth o seu poder fora grande». Fugiu então, e escondeu-se nalgum lugar da Terra Média onde voltou a cair no mal.

### Segunda Era
Depois de permanecer escondido e inativo durante cinco séculos, Sauron começou a revelar-se novamente e, por volta do ano 1000 da Segunda Era, tinha reunido poder e estabelecido-se na terra de Mordor, no leste da Terra Média, começando a construir a temida Barad-dûr perto da Montanha do Fogo. Logo reuniu sob o seu governo Orcs, Trolls e outras criaturas dos dias de Morgoth, corrompendo ainda certos povos de Homens, como os Orientais e os Haradrim, com ilusões de poder e riqueza. A sua paixão pela ordem levou-o a desejar ser um deus-rei, exercendo «poder temporal absoluto sobre o mundo inteiro».
Embora soubesse que os Homens eram mais fáceis de persuadir, Sauron procurou trazer os Elfos para o seu serviço, já que eles eram muito mais poderosos. Assim, por volta do ano 1500 da Segunda Era, Sauron assumiu uma aparência bela e apresentou-se perante os Elfos como Annatar, o Senhor das Dádivas. Os Contos Inacabados relatam que Annatar «fez-se passar por emissário dos Valar, (...) antecipando-se assim aos Istari». Só a Lindon não foi por Elrond e Gil-Galad, o Alto Rei dos Noldor, desconfiarem dele. Mas, fingindo amizade, noutros lados Annatar foi bem recebido. Em Eregion, onde apenas Galadriel desconfiava, a sua presença muito era desejada entre Celebrimbor (o maior dos artesãos, neto de Fëanor) e os seus ferreiros élficos, os Gwaith-i-Mírdain, já que «eles desejavam aumentar sempre a perícia e a subtileza das suas obras» e por isso «escutavam Sauron e aprenderam com ele muitas coisas, pois o seu conhecimento era grande».  Nalgumas versões diz-se que a sua relação com os Gwaith-i-Mírdain não era do conhecimento de Galadriel e Celeborn, e que Sauron exercia uma influência tão forte sobre os ferreiros que os persuadiu a rebelarem-se contra os dois Senhores, levando-os a abandonar Eregion para que ele pudesse trabalhar sem oposição.
A Forjadura dos Anéis

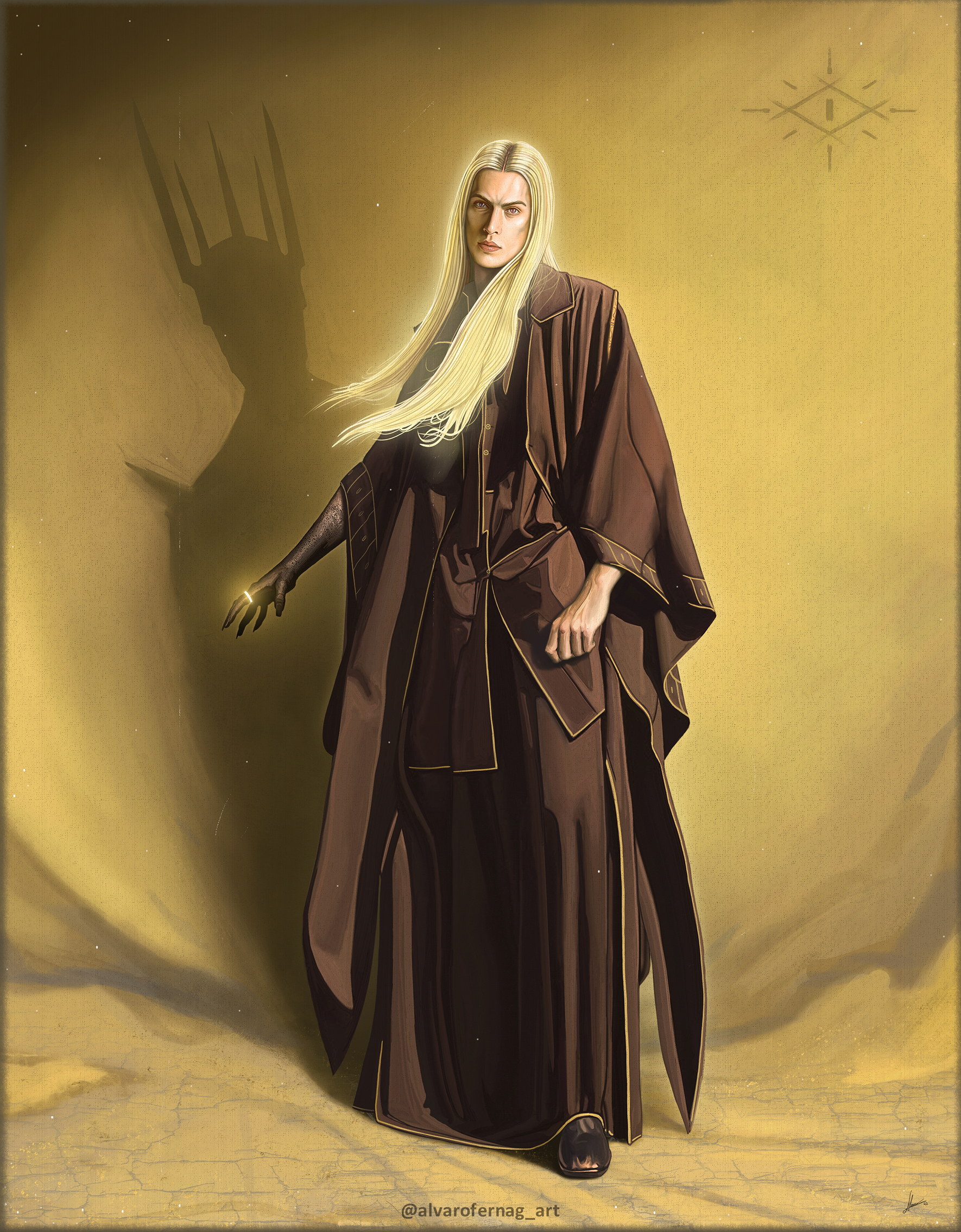
Representação de Annatar, por Álvaro Fernández González

Eventualmente, Sauron deu aos Gwaith-i-Mírdain o conhecimento e o incentivo para forjarem Anéis mágicos, nos quais infundiu secretamente feitiços poderosos. Estes viriam a chamar-se de Anéis de Poder. A 1600 da Segunda Era — dez anos após a conclusão dos Anéis de Poder — Sauron forjou na Montanha do Fogo o Um Anel para controlar os portadores dos outros Anéis, investindo nele a maior parte do seu próprio poder, para que assim fosse mais poderoso que os outros. Com o Um Anel, Sauron completou a construção de Barad-dûr. No Um Anel, Sauron gravou em Tengwar uma inscrição na Língua Negra:
Ash nazg durbatulûk, ash nazg gimbatul, ash nazg thrakatulûk, agh burzum-ishi krimpatul.
Que se traduz como "Um Anel para todos dominar, Um Anel para os encontrar, Um Anel para os trazer a todos e na treva os amarrar".
Contudo, no momento em que colocou o Um Anel, os Elfos perceberam a sua traição, retiraram os seus Anéis e esconderam-nos. Esconderam-lhe os três maiores dos Anéis (Narya, o Anel de Fogo, Nenya, o Anel da Água, e Vilya, o Anel do Ar), que haviam sido feitos por Celebrimbor sem a ajuda de Annatar, mas os outros dezasseis Anéis de Poder foram capturados por Sauron, destruídos ou perdidos. Ele exigiu ainda que os outros lhe fossem entregues, pois somente com o seu conhecimento haviam sido feitos. Os Elfos recusaram, e assim uma nova guerra começava, na qual Sauron procuraria, por todos os meios, conseguir os Três Anéis.
Anos Malditos
A Guerra dos Elfos e Sauron começou em 1693 da Segunda Era e foi um conflito sangrento que destruiu Eregion e devastou grande parte de Eriador. Celebrimbor foi assassinado e o seu corpo, empalado numa estaca, foi exibido à frente das legiões de Sauron. Os Elfos recuaram quase até às Montanhas Azuis, enquanto os seus aliados Anões (que também haviam rejeitado Sauron) se retiraram para trás das muralhas de Moria, onde Sauron não os podia alcançar.
Tendo-se tornado "maior" que Morgoth no final, Sauron conquistou quase toda a Terra Média e, no auge dos Anos Malditos, tornou-se conhecido como o Senhor das Trevas pelos Povos Livres. No entanto, os Númenóreanos, descendentes dos antigos Edain (e parcialmente descendentes de Beren e Lúthien) interviram, e os exércitos do rei Tar-Minastir derrotaram as forças de Sauron na Batalha do Gwathló, em 1700 da Segunda Era. Derrotado, mas não completamente vencido, Sauron fugiu de volta para Mordor com apenas a sua guarda pessoal e começou a reconstruir o seu poder ao longo dos séculos seguintes.
Como tinha sido malsucedido junto aos Elfos, Sauron decidiu distribuir os Anéis de Poder a três senhores corrompidos de Númenor, a um rei dos Orientais e a outros cinco Homens, sabendo que seriam mais facilmente corrompidos. E Sete Anéis deu aos Anões. Os senhores Anões que receberam os Anéis mostraram-se muito resistentes ao seu poder, nem "desvanecendo" nem se tornando escravos da vontade de Sauron. No entanto, os Anéis criaram neles uma sede insaciável por ouro, o que, em última instância, lhes causou grande sofrimento. Como previsto por Sauron, os nove Homens foram todos corrompidos pelos Anéis e tornaram-se nos Nazgûl (nazg, "anel" + gûl, "espírito/espectro"), os mais mortíferos servos de Sauron.
Na reta final da Segunda Era, Sauron voltou a ser poderoso o suficiente para levantar grandes exércitos e tentar conquistar a Terra Média. Nessa altura, assumiu os títulos de Senhor da Terra e Rei dos Homens, irritando os orgulhosos Númenoreanos. Ar-Pharazôn, o último dos reis de Númenor, procurou competir com Sauron pela soberania de Arda (Terra).
Em Númenor
Em 3261, Ar-Pharazôn desembarcou na Terra Média com um grande exército e exigiu a rendição do Senhor das Trevas. Ora Sauron sabia que não tinha como resistir aos Númenóreanos e, portanto, saiu de Barad-dûr sem oferecer combate. Assumindo uma aparência atraente, Sauron lisonjeou o Rei, mas Ar-Pharazôn exigiu que ele voltasse a Númenor como prisioneiro. Fingindo descontentamento, estava secretamente encantado: tal oferecia-lhe a oportunidade de destruir Númenor de dentro para fora.
Lá, rapidamente passou de prisioneiro a conselheiro e era conhecido como Zigûr, o Feiticeiro. Seduziu o Rei e corrompeu ainda mais o povo. Converteu muitos Númenóreanos ao culto das Trevas, tornando-se o Alto-Sacerdote de um culto a Melkor. Mandou derrubar a Árvore Branca e, no seu lugar, ergueu um grande Templo onde realizava sacrifícios humanos, perseguindo aqueles que ainda eram Fiéis. Finalmente, por saber que os Númenóreanos estavam insatisfeitos com o espaço que lhes era permitido navegar e muito invejavam a imortalidade dos Elfos, convenceu Ar-Pharazôn a rebelar-se contra os Valar e reclamar Valinor, afirmando que assim ganhariam a imortalidade. Mas aqui a astúcia de Sauron ultrapassou-se: os Valar, que haviam proibido os Númenóreanos de navegar para oeste (Valinor), invocaram Eru Ilúvatar, que interveio diretamente. Númenor foi submersa sob o mar e a grande frota foi destruída. O mundo foi então curvado, de forma a que apenas navios élficos pudessem navegar para o Extremo Oeste.
Sauron, que muito ria no Templo, foi apanhado pelas águas e o seu corpo foi destruído. Com o espírito enfraquecido, fugiu de volta para Mordor com o Anel, onde lentamente reconstruiu um novo corpo e força. A partir de então, perdeu a capacidade de assumir uma forma agradável e passou a governar através do terror e da força. Alguns Númenóreanos Fiéis, liderados por Elendil, foram salvos do dilúvio e fundaram dois Reinos, Arnor e Gondor, no Exílio na Terra Média.
A Última Aliança

Depois de saber que Elendil, a quem ele especialmente odiava, tinha sobrevivido e fundara um reino nas suas fronteiras, Sauron declarou guerra a Arnor e Gondor. No entanto, atacou cedo demais, porque ainda não tinha recuperado a maior parte da sua força, enquanto Gil-galad se tinha tornado mais forte na sua ausência. Por tal, Gil-galad aliou-se a Elendil para criar a Última Aliança entre Elfos e Homens, e juntos marcharam em direção a Mordor. Com os exércitos de Sauron derrotados na Batalha de Dagorlad, invadiram Mordor e cercaram Barad-dûr durante sete anos. É então que Sauron sai da sua fortaleza e duela com Elendil e Gil-galad, matando-os a ambos; contudo, ele próprio é derrubado. Então Isildur, filho de Elendil, pegou na espada partida de seu pai, Narsil, e usou-a para cortar o Um Anel do dedo de Sauron. Mas Isildur não teve força para o destruir nas chamas da Montanha do Fogo, onde havia sido forjado, e reivindicou-o para si. Acabou por ser traído pelo Anel anos depois, e foi morto por Orcs na Tragédia dos Campos de Íris. O Anel lá caiu e se perdeu durante mais de dois milénios.

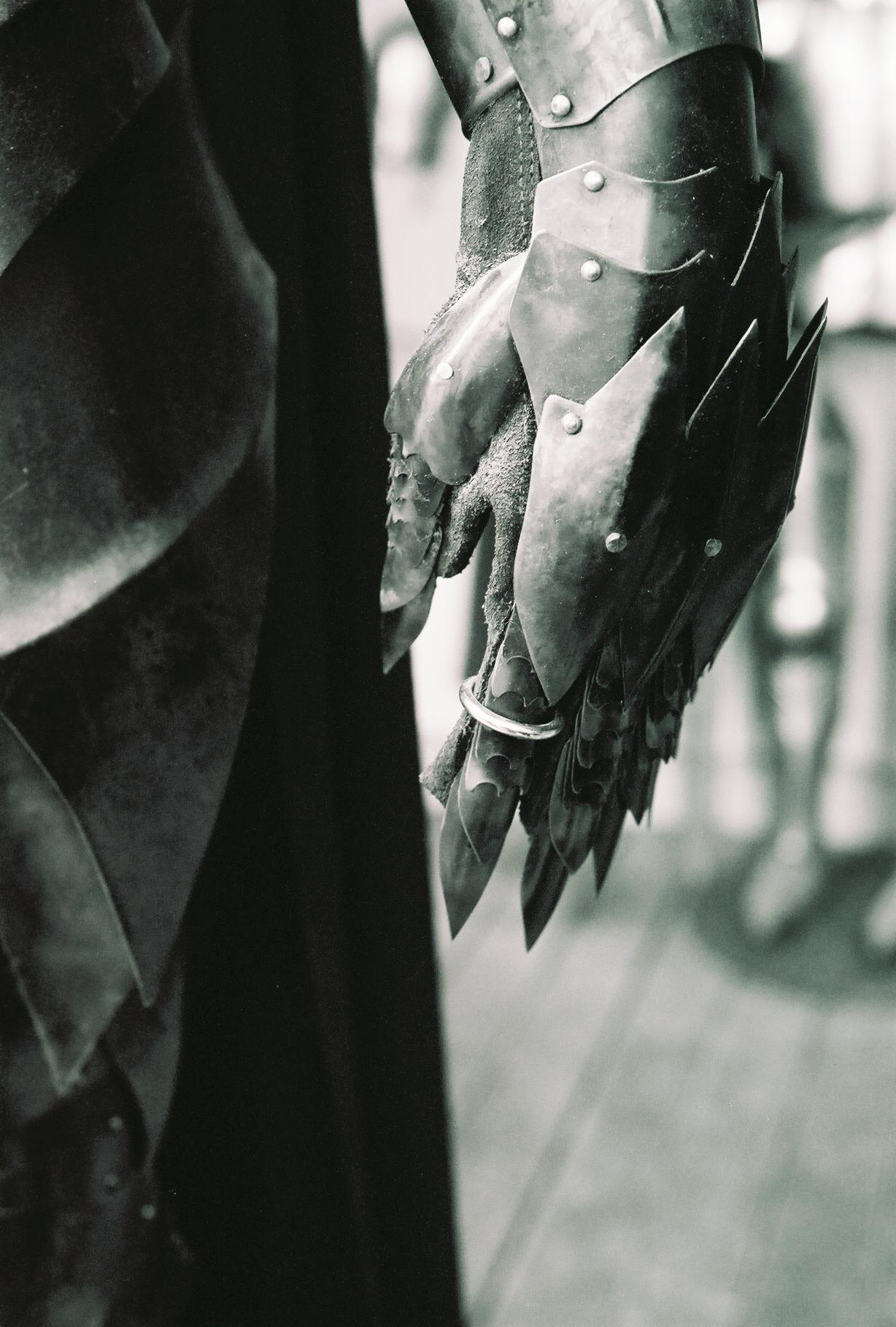
A mão de Sauron e o Um Anel.

### Terceira Era
Após a sua derrota na Guerra da Última Aliança, Sauron fugiu e perdeu a capacidade de formar um corpo físico. Embora enfraquecido, ele ainda existia por ter vertido a maior parte do seu poder, força e vontade própria no Um Anel. Assim, enquanto o Anel existisse, também Sauron existiria.
No primeiro milénio da Terceira Era ele permaneceu escondido, recuperando lentamente a sua força até conseguir assumir uma forma parcialmente física. Preocupados com esta possibilidade, os Valar enviaram cinco Maiar do Ocidente para ajudar os povos da Terra Média contra Sauron — os Istari —, dos quais o mais famoso foi Gandalf.
Pensa-se que Sauron tenha fugido para o extremo Oriente, onde começou a lançar novamente uma sombra sob os Orientais, que com a sua derrota haviam ficado livres da sua tirania. Aparentemente, o espírito de Sauron conseguiu mover alguns Orientais, que invadiram Rhovanion e chegaram aos Vales do Anduin.
Por volta do ano 1000 da Terceira Era, Sauron conseguiu voltar a assumir um corpo físico. 
O Necromante de Dol Guldur
Esses acontecimentos coincidiram com o surgimento da Sombra na Floresta Verde, a Grande. Por volta de 1050, Sauron ocupou Amon Lanc, a antiga capital dos Elfos Silvestres da Floresta Verde, que passou a ser chamada de Dol Guldur, a Colina da Feitiçaria. Inicialmente, os Sábios pensaram que o Necromante que lá habitava era um dos Nazgûl que havia retornado.
No ano 1300, Sauron estava consideravelmente mais forte. Tal era notável pelo aparecimento de "coisas más" que se multiplicavam e se tornavam novamente ousadas, como os Orcs das Montanhas Nebulosas, Dragões que atacavam os Anões e pelo retorno dos Nazgûl, com a fundação do reino maligno de Angmar. Nos séculos seguintes, os súbditos de Sauron em Angmar, no Leste e no Sul concentraram-se contra os seus antigos inimigos. Os reis Araphant de Arnor e Ondoher de Gondor perceberam que uma única força coordenava os ataques a ambos os seus reinos, e que era necessário aliarem-se para a combater. No entanto, Angmar sucedeu em destruir Arnor, e pouco depois os Nazgûl reuniram-se em Mordor e conquistaram Minas Ithil (depois chamada Minas Morgul); o seu derradeiro golpe foi acabar com a linhagem real de Gondor. Por fim, um balrog despertou, provocando o abandono de Moria.
Suspeitando o retorno de Sauron, Gandalf foi a Dol Guldur no ano 2063 para confirmar o seu receio, mas o Senhor das Trevas fugiu para leste de modo a não ser revelado. Tal marcou o início da Paz Vigilante, que terminou com o retorno de Sauron a Dol Guldur em 2460, mais forte do que quando havia partido. No mesmo ano, o Um Anel foi descoberto por Sméagol e pelo seu amigo Déagol, que foi morto por Sméagol querer o Anel para si. Eventualmente, Sméagol foi tão corrompido pelo Anel que recebeu o nome de Gollum. Depois de ser ostracizado pelo seu povo, viveu isolado nas profundezas das Montanhas Nebulosas. Sentindo o perigo, os Sábios formaram o Conselho Branco.
Após o saque de Erebor, Gandalf temia que Sauron usasse Smaug ou aproveitasse o estado enfraquecido da Terra Média para atacar Rivendell e Lothlórien ou tentar recuperar Angmar. Assim, no ano 2850, Gandalf entrou mais uma vez em Dol Guldur e confirmou que o Necromante era o Senhor das Trevas. Eventualmente, o Conselho Branco mobilizou as suas forças e atacou Dol Guldur a 2941. Sem o Um Anel e enfrentando o poder combinado dos Três Anéis Élficos e a habilidade do Mago Branco, Sauron foi expulso da fortaleza. Retornando secretamente a Mordor, declarou-se abertamente em 2951.
A Guerra do Anel
A sombra de Mordor trouxe agonia e doença a Gondor. Em desespero, o mordomo Denethor usou o palantír de Anor para obter respostas. Infelizmente, essa Pedra estava ligada à pedra de Ithil, que os Nazgûl haviam tomado de Minas Morgul. E quando Sauron usou o palantír de Ithil, descobriu Denethor. Tentou então corromper o palantír de Anor, mas falhou devido à força de vontade de Denethor e da sua legitimidade à pedra. No entanto, isto causou grande desespero a Denethor, que perdeu a esperança. Mas Sauron conseguiu entrar na mente de Saruman, que possuía a pedra de Orthanc, seduzindo-o para o seu serviço com promessas de poder. Pretendia usá-lo como um instrumento para subjugar Rohan e formar uma segunda fronte para esmagar Gondor.
Por volta de 3009, Gollum, que havia possuído o Um Anel e agora perseguia o seu ladrão, aventurou-se em Mordor e foi capturado. Nos anos seguintes, Sauron torturou-o e confirmou que ele havia possuído um anel mágico. A partir de Gollum, Sauron ouviu as palavras "Shire" e "Baggins". Então, deduzindo que o anel de Gollum era o Um Anel, enviou em junho de 3017 os Nazgûl para procurar o Um Anel em segredo. Para disfarçar a travessia dos Nove sobre o Grande Rio, Sauron encenou um ataque a Osgiliath. Essa manobra teve dois objetivos: primeiro, testar a força e a preparação de Denethor, e segundo, e mais importante, apresentar os Nazgûl como agentes militares, ocultando dos Sábios a sua verdadeira missão. As forças de Denethor eram mais fortes do que Sauron esperava, mas ele conseguiu tomar a metade oriental da cidade. Isto permitiu que os Nazgûl cruzassem o Grande Rio e começassem sua busca.
Enquanto isso, Saruman, tendo «traído o seu mestre» ao tentar apoderar-se do Anel primeiro, intensificou os seus ataques contra Théoden na esperança de entregar Rohan a Sauron e recuperar o favor do Senhor das Trevas. No entanto, foi derrotado pelos Rohirrim e pelos Ents. Sauron perdeu assim um dos seus vassalos mais poderosos e um grande exército de Uruk-hai.
Pouco depois da derrota de Saruman, Peregrin Took olhou para a pedra de Orthanc e, acidentalmente, comunicou com Sauron, que acreditou que Saruman havia capturado os Halflings portadores do Anel ou alguém que pudesse saber dele. No entanto, logo depois, Aragorn, o portador de Andúril, a Lâmina Reforjada, tomou o palantír e revelou-se ao Senhor das Trevas. Ver Aragorn alimentou as dúvidas de Sauron e encheu-o de medo.
Então, por concluir que Saruman havia caído e que o herdeiro de Isildur possuía o Um Anel, Sauron ordenou ao Rei-Bruxo que começasse o ataque a Minas Tirith demasiado cedo: procurava destruir a cidade antes que a fortificassem, esmagar a última resistência humana ao seu domínio e impedir que os Homens do Oeste se unissem sob um único rei.
A morte do Rei-Bruxo e a derrota de seu exército na Batalha dos Campos de Pelennor foram um revés para Sauron, mas ele ainda tinha um grande exército de reserva em Mordor, mais do que suficiente para garantir a vitória militar contra todos os seus inimigos unidos. Após o seu encontro com Aragorn no palantír, Sauron acreditava que um de seus adversários em Minas Tirith tentaria usar o Um Anel. Assim, Gandalf foi capaz de explorar as falsas suposições de Sauron com um plano ousado: o exército dos Povos Livres marcharia até o Portão Negro como uma finta, mantendo o Olho de Sauron aí fixo e cego para tudo o mais que se movesse, enquanto o verdadeiro Portador do Anel se apressava até a Montanha do Fogo.
Nos nove dias seguintes, o plano de Gandalf funcionou. Como consequência, o grande exército de Mordor foi desviado para o Portão Negro e o Planalto de Gorgoroth tornou-se "vazio" e mais "seguro". Inclusive, Sauron continuou convencido de que o Anel estava com o Exército do Oeste mesmo após Shagrat trazer notícias de um intruso "élfico" em Cirith Ungol — era-lhe inconcebível que alguém tentasse destruir o Um Anel. Assim, Frodo e Sam chegaram ao Sammath Naur sem serem detetados, e Sauron só tomou consciência de sua presença no momento em que Frodo reivindicou o Anel para si.
Ao perceber que havia sido enganado, Sauron foi dominado pela ira e pelo medo. Perdeu imediatamente todo o interesse na Batalha do Morannon e enviou rapidamente os Nazgûl para a Montanha do Fogo. Contudo, era tarde demais: Gollum caíra nas Fenda da Condenação com o Anel, destruindo-os aos dois. Nesse instante, Barad-dûr e muitas outras fortalezas de Sauron desmoronaram-se. O espírito de Sauron surgiu e elevou-se acima de Mordor, como uma nuvem negra, pela última vez — ele estendeu a mão em direção ao Exército do Oeste, mas, enquanto o fazia, foi desvanecido por um grande vento e desapareceu.
No Fim
Assim foi o poder de Sauron desfeito, e o seu domínio na Terra Média terminado. Segundo Gandalf, Sauron ficou «mutilado para sempre, tornando-se um mero espírito de malícia que se consome nas sombras, mas que não pode voltar a crescer ou tomar forma». A sua forma corpórea, que estava em Barad-dûr, morreu, e, sem o Um Anel, o seu espírito já não era poderoso o suficiente para criar uma nova. Embora a sua mente e ser indestrutíveis estivessem presos para sempre a Eä, Sauron havia perdido todo o poder de exercer a sua vontade sobre o mundo e nunca mais poderia crescer em força.
Diz-se de Sauron, em resumo da sua longa trajetória de maldade em Arda, que ele «ergueu-se como uma sombra de Morgoth e um fantasma da sua maldade e caminhou atrás dele no mesmo trajecto ruinoso até ao Vazio».

## Personagem
Sauron era um ser de poder excecional, tanto em força pessoal quanto em feitiçaria. No entanto, a sua maior força residia na sua astúcia, intelecto e carisma: através da persuasão, engano e coerção ele trouxe a ruína a muitos reinos mortais, unindo ainda outros ao seu domínio, muitas vezes sem precisar de intervir fisicamente.
Tal como o seu mestre, o orgulho nas suas próprias capacidades foi a sua maior fraqueza, e essa arrogância, juntamente com a subestimação dos seus inimigos, acabaria por o condenar. 
Descrição física
Apesar de ser o epónimo Senhor dos Anéis, Sauron nunca aparece diretamente nos eventos da trilogia, e em lado nenhum é dada uma descrição detalhada da sua aparência. 
Em O Silmarillion, Sauron era um metamorfo, chegando a assumir a forma de uma serpente, um vampiro e um grande lobo.  
Diz-se que «podia assumir muitas formas, e durante muito tempo, se a sua vontade o quisesse, poderia parecer nobre e belo, de forma a enganar todos menos os mais acautelados». Inclusive, enquanto Annatar, «o seu aspecto era ainda o de alguém simultaneamente belo e sensato». Contudo, após a queda de Númenor, ele nunca mais conseguiu assumir uma forma bela. 
Tolkien descreveu-o numa das suas cartas como tendo a forma de «um homem de estatura superior à humana, mas não gigantesca; uma imagem de malícia e ódio tornados visíveis». Aparentemente, ele exalava grande calor, ao ponto de Gil-galad ter sido queimado até à morte pelo seu toque. Isildur descreveria ainda a mão de Sauron como «negra, mas queimando como fogo», e Gollum chamava-o de Mão Negra, notando que ele tinha apenas quatro dedos após Isildur cortar um. 

## Símbolo
O símbolo de Sauron era o Olho de Sauron, que ele passou a usar após a Queda de Númenor. Também era conhecido como o Grande Olho, o Olho de Barad-dûr, o Olho Vermelho, o Olho Sem Pálpebra, o Olho Maligno e simplesmente o Olho. Este simbolo é uma exemplificação clara da aparente natureza omnisciente e omnipresente do Senhor das Trevas, alimentada pela sua vaidosa crença na sua omnipotência de Deus-Rei. 

## Etimologia
Sauron (pronunciado [ˈsaʊron]) é um nome proveniente do quenya, que se diz significar "o Abominado". 
Há várias sugestões para a origem do nome Sauron em diferentes manuscritos linguísticos:
- Derivando de quenya saura ("fétido, com mau cheiro, putrefato", do radical THUS).
- Derivando de quenya saura ("mau, vil"; do radical SAWA). O manuscrito continua relatando que Sauron «poderia ser formado do sindarin a partir de saur; mas provavelmente vem do quenya». No entanto, essa origem parece ter sido rejeitada, pois é seguida pelo comentário «Não. THAW-, cruel. Saura, cruel».
- Derivando do quendiano primitivo þaurond- (formado a partir do adjetivo þaurā "detestável", do radical THAW).
- Derivando de Thauron, que inclui o elemento sindarin thaur ("abominável, repugnante"; também encontrado em Gorthaur).

## Outros nomes
Gorthaur era o nome usado pelos Sindar para se referirem a Sauron durante a Primeira Era, composto pelos elementos gor ("horror, temor") e thaur ("abominável, repugnante"), significando assim Temível Temor; uma variação alternativa deste nome era Gorsodh, e o equivalente em quenya era Ñorsus.
Nalgumas notas de Tolkien dos anos 1950, é mencionado que o nome original de Sauron era Mairon (Q, "o Admirável"), mas isso foi alterado após ele ser corrompido por Melkor. Ele continuou a chamar-se Mairon, o Admirável, ou Tar-Mairon ("Rei Excelente") até depois da queda de Númenor, embora não pudesse usar esse nome lá por ser um nome em quenya com implicações reais. Em Númenor, era chamado Zigûr, que significa "Feiticeiro" em adûnaico.
Annatar é quenya para "Senhor das Dádivas" (anna, dádiva + tar, nobre/alto/rei). Numa nota isolada, Tolkien fornece outros nomes usados por Sauron quando seduziu os Elfos na Segunda Era: Artano ("Alto-ferreiro") e Aulendil ("Devotado a Aulë").

## Interpretações

### O Mal Absoluto
Tolkien afirmou em suas Cartas que, embora ele não pensasse ter tal coisa como um "Mal Absoluto", uma vez que ele fosse "Nulo", "na minha história, Sauron representa uma aproximação do completamente mau tão próximo quanto possível". Ele explicou que, como "todos os tiranos", Sauron começou com boas intenções, mas foi corrompido pelo poder, e que "foi além dos tiranos humanos no orgulho e na ânsia pela dominação", sendo na origem um espírito imortal (angelical - do mesmo gênero de Gandalf e Saruman, mas de uma ordem muito mais elevada). Ele começou como servo de Morgoth; tornou-se seu representante, em sua ausência na Segunda Era; e no final da Terceira Era afirmou ser 'Morgoth retornado'.